# Stade Kaftanzoglio
Le stade Kaftanzoglio (en grec moderne : Εθνικό Καυτανζόγλειο Στάδιο) est un stade de football situé à Thessalonique en Grèce.

## Histoire
Le stade a été construit en 1960 grâce à l'argent donné par la fondation Kaftanzoglio, dont le nom a été donné à l'enceinte.
Le stade a une capacité maximale d'accueil de 28 028 places actuellement et a été rénové avant d'accueillir plusieurs matchs du tournoi de football lors des Jeux Olympiques de 2004.
Jusqu'en 1982, c'était le plus grand stade construit en Grèce, mais il a été dépassé depuis.
Le 15 octobre 1969, 47 458 spectateurs assistent dans le stade à une rencontre qualificative pour la Coupe du monde 1970, ce qui constitue un record national d'affluence. Ce soir-là, la Grèce bat la Suisse sur le score de 4 buts à 1.
Vassilis Hatzipanagis a joué dans ce stade pendant 15 ans. Le stade Kaftanzoglio a pour club résident l'Iraklis Salonique depuis 1961.
En 1973, il a accueilli la finale de la Coupe d'Europe des vainqueurs de coupe, avec une victoire 1-0 du Milan AC sur Leeds United.
En 2009, le Stade Kaftanzoglio accueille les finales mondiales d'athlétisme de l'IAAF.